# Sergei Nikolajewitsch Bulgakow

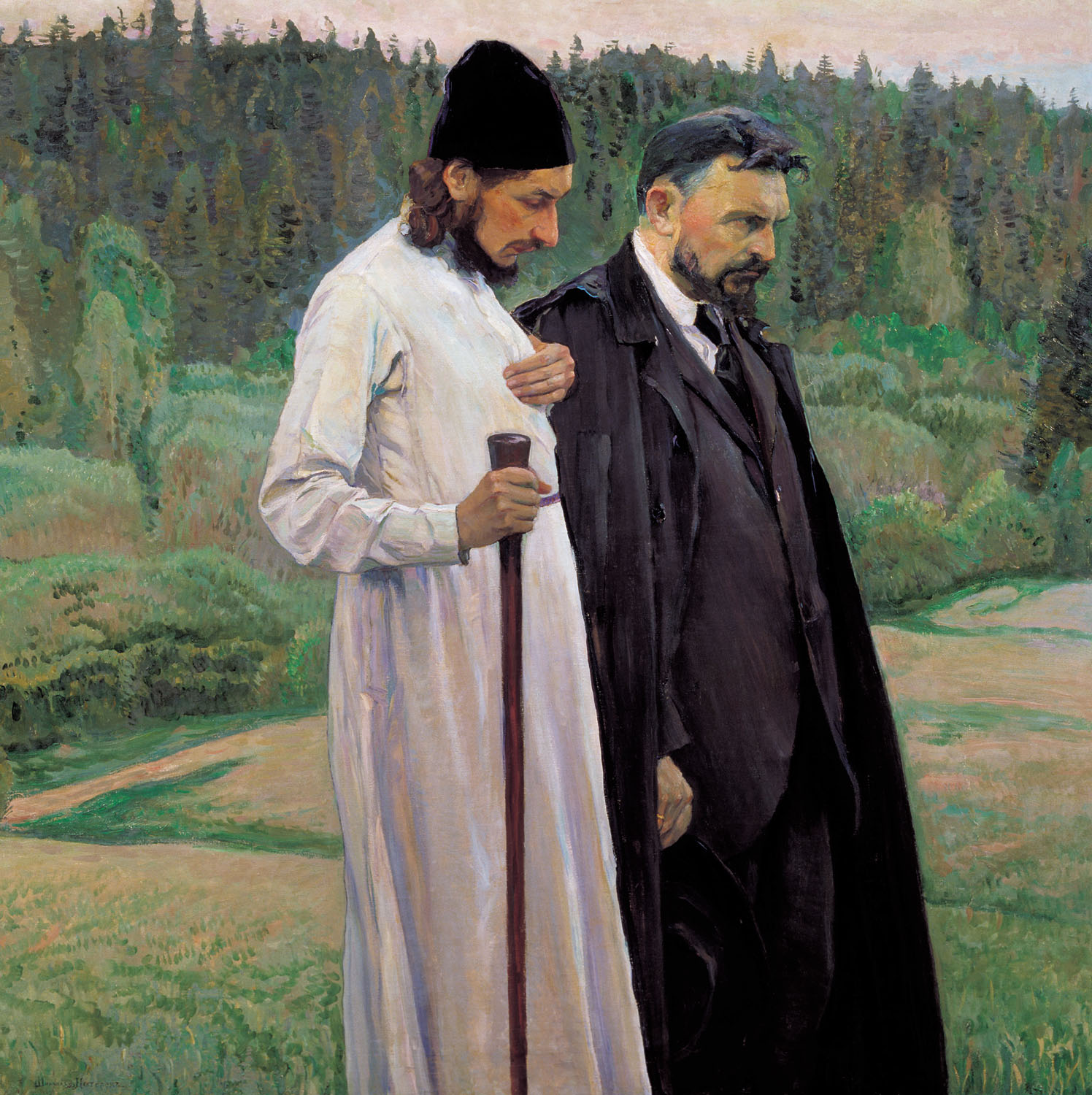
Sergei Nikolajewitsch Bulgakow (rechts) mit Pawel Florenski, Gemälde von Michail Wassiljewitsch Nesterow 1917

Sergej Nikolajewitsch Bulgakow (russisch Сергей Николаевич Булгаков; * 16.jul. / 28. Juli 1871greg. in Liwny, Gouvernement Orjol, Russisches Kaiserreich; † 13. Juli 1944 in Paris) war ein russischer Ökonom und orthodoxer Theologe. Als herausragende Persönlichkeit des „Silbernen Zeitalters“ in Russland, der russischen Emigration und der ökumenischen Bewegung in Westeuropa hat er auf seinem Weg „vom Marxismus zur Sophiologie“ erhebliche Bekanntheit erlangt. 

## Leben
Zwischen 1901 und 1918 war Sergej Bulgakow als Professor für politische Ökonomie in Kiew, Moskau und Simferopol tätig. 1918 wurde er in Moskau zum Priester geweiht. 1922 des Landes verwiesen, verließ er mit einem der Philosophenschiffe das Land. Er war ab 1924 Professor für Dogmatik und Dekan des Institut de Théologie Orthodoxe Saint-Serge in Paris.
Seine Lehre von der Sophia, der Weisheit Gottes, wurde 1935 vom Verweser des Moskauer Patriarchats zu einer der orthodoxen „Kirche fremde und fernstehende Lehre“ erklärt; der spätere Moskauer Patriarch Sergius I. (ab 1943) legte darüber hinaus im September 1935 dar, dass „Bulgakows System an die halbpaganistischen und halbchristlichen Lehren der Gnostiker“ erinnert und forderte ihn zum schriftlichen Widerruf seiner Lehren auf.
Der Vorwurf wurde von Metropolit Eulogios (Jewlogi) von Frankreich und Westeuropa, seit 1931 dem Exarchat der orthodoxen Gemeinden russischer Tradition in Westeuropa des Ökumenischen Patriarchats von Konstantinopel zugehörig, zurückgewiesen.
Gemeinsam mit Pawel Florenski setzte sich Bulgakow Anfang des 20. Jahrhunderts für Positionen der Imjaslavie (Verehrung des Namens Gottes)-Theologie ein. Dabei bemühte er sich in seiner Sprachphilosophie, die in Philosophie du Verbe et du Nom seit 1991 auf Französisch vorliegt, darum, in einer grundlegenden philosophisch-theologischen Auseinandersetzung das Verhältnis von Namen und Benanntem zu klären.
Insbesondere auch am Institutum Studiorum Oecumenicorum der Universität Freiburg (Schweiz) wird die Bedeutung von Bulgakows philosophischen und theologischen Studien für die Ökumene unter Federführung von Barbara Hallensleben neu gewichtet.
Die Historikerin Catherine Evtuhov publizierte die bisher umfassendste Biographie Sergij Bulgakovs auf Englisch und Russisch.
Die Astronomin Jelena Iwanowna Kasimirtschak-Polonskaja würdigte Bulgakows Leben und Werk in einer ausführlichen Monografie.

## Veröffentlichungen (Auswahl)
- Kapitalismus und Landwirtschaft. (russisch), 2 Bde., 1900
- Vom Marxismus zum Idealismus. (russisch), 1903
- Die Religion des Menschgottestums bei L. Feuerbach. (russisch), 1905
- Karl Marx als religiöser Typus. (russisch), 1907
- Weltliches und geistliches Heldentum (gegen den Marxismus der russischen Intelligenz). in der Sammlung Vechy („Wegzeichen“) (russisch), 1909 (dt. in: Rußlands politischer Seele, 1918 und: Vechi/Wegzeichen, 1990)
- Philosophie der Wirtschaft. Die Welt als Wirtschaftsgeschehen.. Aschendorff, Münster 2014, ISBN 978-3-402-12030-9 (russ. Orig. 1912)
- Das abendlose Licht. Kontemplationen und Spekulationen. (russisch), 1917 (z. Tl. dt.: Östl. Christentum. II: Philos., hrsg. v. Hans Ehrenberg, 1925)
- Betrachtungen über Religion, Kunst, Philosophie. 1918
- Auf dem Gastmahl der Götter. 1918
- Der Mensch und das Menschtier, mit Rücks. auf L. Tolstoj. 1922
- Die Tragödie der Philosophie. (dt. Übers. v. Alexander Kresling), 1927
- Was ist das Wort? In: Festschrift Th. G. Masaryk, Bonn 1930, S. 25–46.
- L’Orthodoxie. 1932, dt. Die Orthodoxie, ISBN 3-7902-1452-3
- Autobiografische Aufzeichnungen. 1946
- Die Apokalypse des Johannes. 1948
- Philosophie des Namens. 1953
- Dialog zwischen Gott und Mensch. 1962
- Erste sophiologische Trilogie.
  - Der unverbrennbare Dornbusch. Mariologie, 1927
  - Der Freund des Bräutigams. Über Johannes den Täufer, 1929
  - Die Jakobsleiter. Lehre von den Engeln, 1929
- Zweite sophiologische Trilogie.
  - Das Lamm Gottes. Christologie, 1933
  - Der Tröster. Pneumatologie, 1936;
  - Die Braut des Lammes. Ekklesiologie und Eschatologie, 1945.
- Hans-Jürgen Ruppert (Hrsg.): Sozialismus im Christentum? Vandenhoeck und Ruprecht, Göttingen 1977, ISBN 3-525-01610-7.
- Philosophie der Wirtschaft. (Werke, Bd. I), Aschendorff Verlag, Münster 2014. Aus dem Russischen übersetzt von Katharina A. Breckner und Anita Schlüchter.
- Aus meinem Leben. Autobiographische Zeugnisse. (Werke, Bd. II), Aschendorff Verlag, Münster 2017. Aus dem Russischen übersetzt von Elke Kirsten.
- Bibliographie. Werke, Briefwechsel und Übersetzungen. (Werke, Bd. III), Aschendorff Verlag, Münster 2017.
- Die zwei Städte. Studien zur Natur gesellschaftlicher Ideale. (Werke, Bd. V), Aschendorff Verlag, Münster 2020. Aus dem Russischen übersetzt von Katharina A. Breckner und Regula M. Zwahlen.
- Die Weisheit Gottes. Sophiologie im Überblick. (Werke, Bd. VI), Aschendorff Verlag, Münster 2024. Aus dem Russischen übersetzt von Xenia Werner, Barbara Hallensleben und Regula Zwahlen.